# Voxtorps pastorat
Voxtorps pastorat är ett pastorat i Östbo-Västbo kontrakt i Växjö stift i Värnamo kommun i Jönköpings län.
Pastoratet bildades 1962 och består av följande församlingar::
- Gällaryds församling
- Tånnö församling
- Voxtorps församling

Pastoratskod är 060913.